# Моралес, Инес
Ине́с Мора́лес Игле́сиас (исп. Inés Morales Iglesias, 15 ноября 1949, Испания — 5 декабря 2021) — испанская киноактриса, исполнявшая в основном роли злодеек и снимавшаяся в мексиканских сериалах в 1980-х годах. Рост актрисы Инес Моралес — 168 сантиметров.

## Биография
Родилась 15 ноября 1949 года в Испании. Карьера актрисы началась с похода в театр в качестве зрительницы. Из-за болезни актрисы театральная постановка могла и не состояться, если бы будущая актриса не заменила её. После этого она была зачислена в штат испанского театра. Параллельно с актёрской карьерой она увлекалась пением, балетом, танцами, поэтическими произведениями и фехтованием.
Актриса к началу 1980 года имела 25-летний стаж работы в Испанском кинематографе, испанском театре и испанском телевидении. В 1980 году актриса подписывает 10-летний контракт с мексиканской киностудией Televisa и на десять лет переезжает в Мексику, где снимается в своих лучших телесериалах.
Актриса работала с мексиканским продюсером белорусского происхождения Валентином Пимштейном, за время работы с которым получила свои самые лучшие роли, среди которой роль Флоренсии Амолинар де дель Вильяр в культовой мексиканской теленовелле «Просто Мария», после выхода которой она стала известной актрисой в двух странах — Мексике и Испании, а также актрису узнали в России, где в 1993 году с успехом прошла теленовелла «Просто Мария».
В 1991 году в связи с истечением 10-летнего контракта со студией Televisa актриса вернулась на свою родину в Испанию.
Скончалась 5 декабря 2021 года.

## Фильмография в Мексике
Сериалы студии Televisa (Мексика):
- 1982 — Искорка — Пилар
- 1983 — Амалия Батиста — Ирма
- 1987 — Пятнадцатилетняя, или Подростки — Эльвира Контрерас де Итуральде (злодейка)
- 1989 — Просто Мария — Флоренсия Амолинар (дубляж — Екатерина Васильева)
- 1991 — Чудо и магия — Кристина

## Фильмография в Испании
Сериалы испанских киностудий:
- 1993 — Приятная жизнь — эпизодическая роль
- 1995 — Дежурная аптека — Барбара, невеста Адольфо (4 сезон серия 37 «Свадьба Адольфо»)
- 1995 — Семейный врач — Майте
- 1997 — Бласко Ибаньес (исторический телесериал) — эпизодическая роль
- 1998 — Журналисты — Миранда
- 2001 — Центральная больница — мать Хавьера
- 2004 — Можете ли вы? — эпизодическая роль
- 2005 — Личные причины — Глория Нуньес
- 2006 — Божественная — эпизодическая роль
- 2008 — Семья Мата — эпизодическая роль
- 2009 — Тайны Лауры — Маргот Монтеро
- 2010 — Адольфо Суарес (биографический сериал об Адольфо Суаресе)